# Ghostbusters II (Soundtrack)
Ghostbusters II ist der Soundtrack zum Film Ghostbusters II von 1989. Im August 1989 wurde das Album in den USA mit Gold ausgezeichnet.

## Titelliste
1. Bobby Brown – On Our Own (4:53)
2. New Edition – Supernatural (4:35)
3. James Taylor – The Promised Land (4:17)
4. Bobby Brown – We’re Back (5:08)
5. Doug E. Fresh and The Get Fresh Crew – Spirit (4:14)
6. Run-D.M.C. – Ghostbusters (4:09)
7. Oingo Boingo – Flesh ’N Blood (4:16)
8. Elton John – Love Is a Cannibal (3:53)
9. Glenn Frey – Flip City (5:12)
10. Howard Huntsberry – Higher and Higher (4:08)

Track 2, 3 und 8 sind nicht im Film zu hören. Angespielt, aber nicht auf dem Album enthalten sind:
- Ray Parker Jr. – Ghostbusters (siehe auch Ghostbusters (Soundtrack))
- Jackie Wilson – Higher and Higher

## On Our Own
Die Single erreichte Platz 2 in den U.S. Pop- und Platz 1 U.S. R&B-Charts. Bobby Brown hat auch einen Cameo-Auftritt im Film als Türsteher des Bürgermeisteramtes. Im Musikvideo sind u. a. Rick Moranis, Iman und Donald Trump zu sehen.

## Weitere Veröffentlichungen
- der Score von Randy Edelman wurde am 13. August 2021 veröffentlicht
- ein Hörspiel zum Film ist auf MC bei Karussell erschienen